# Hidekaz Himaruya
Hidekaz Himaruya (日丸屋秀和, Himaruya Hidekaz; Koriyama, 8 de maio de 1985) é um mangaká japonês, conhecido mundialmente pela série Hetalia (originalmente intitulada Axis Powers Hetalia na webcomic).
Himaruya viveu em Nova Iorque entre o fim de 2006 e o início de 2009, quando se mudou de volta para o Japão após o lançamento de Hetalia e assinou um contrato com a Comic Birz.
Ele começou a webcomic Hetalia enquanto estava estudando na Parsons The New School for Design em Nova Iorque e continua a webcomic até hoje. É atualmente um projeto de arte maior e faz comentários sobre sua vida do dia-a-dia em seu blog a touceira de bambu, juntamente com os mais recentes modelos de personagens e esboços.
Além de Hetalia, seu site Kitayume (que começou no dia 19 de junho de 2003) apresenta seus projetos de mangás e outros trabalhos artísticos. Recentemente lançou a sua mais nova série, Chibisan Date, que atualmente corre na revista Comic Birz por Gentosha Comics (que também publicou as versões impressas do mangá Hetalia).